# Clarahütte
Die Clarahütte ist eine Berghütte der Sektion Essen des Deutschen Alpenvereins im Umbaltal mitten im österreichischen Nationalpark Hohe Tauern.

## Geschichte

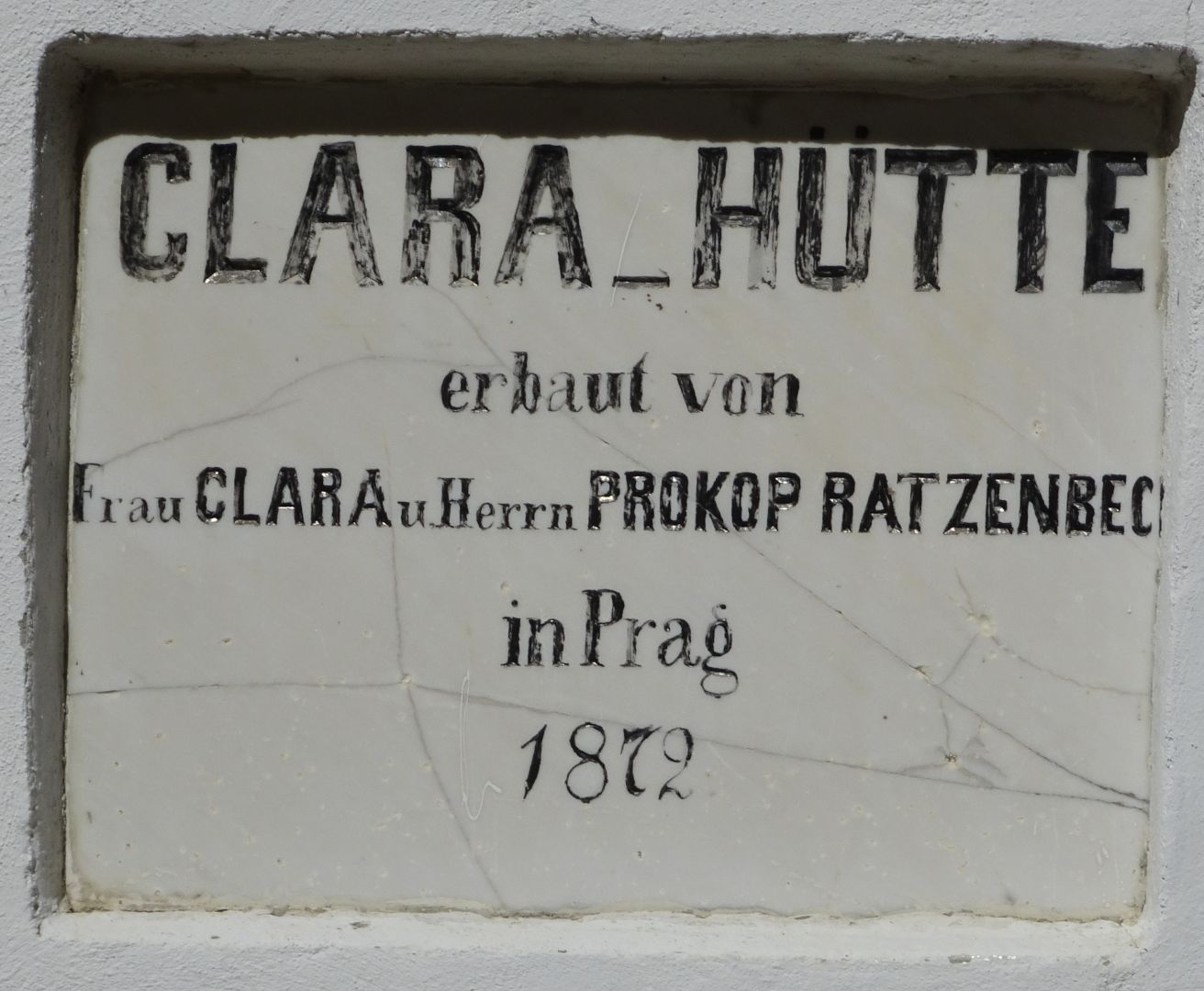
Inschrift an der Hütte

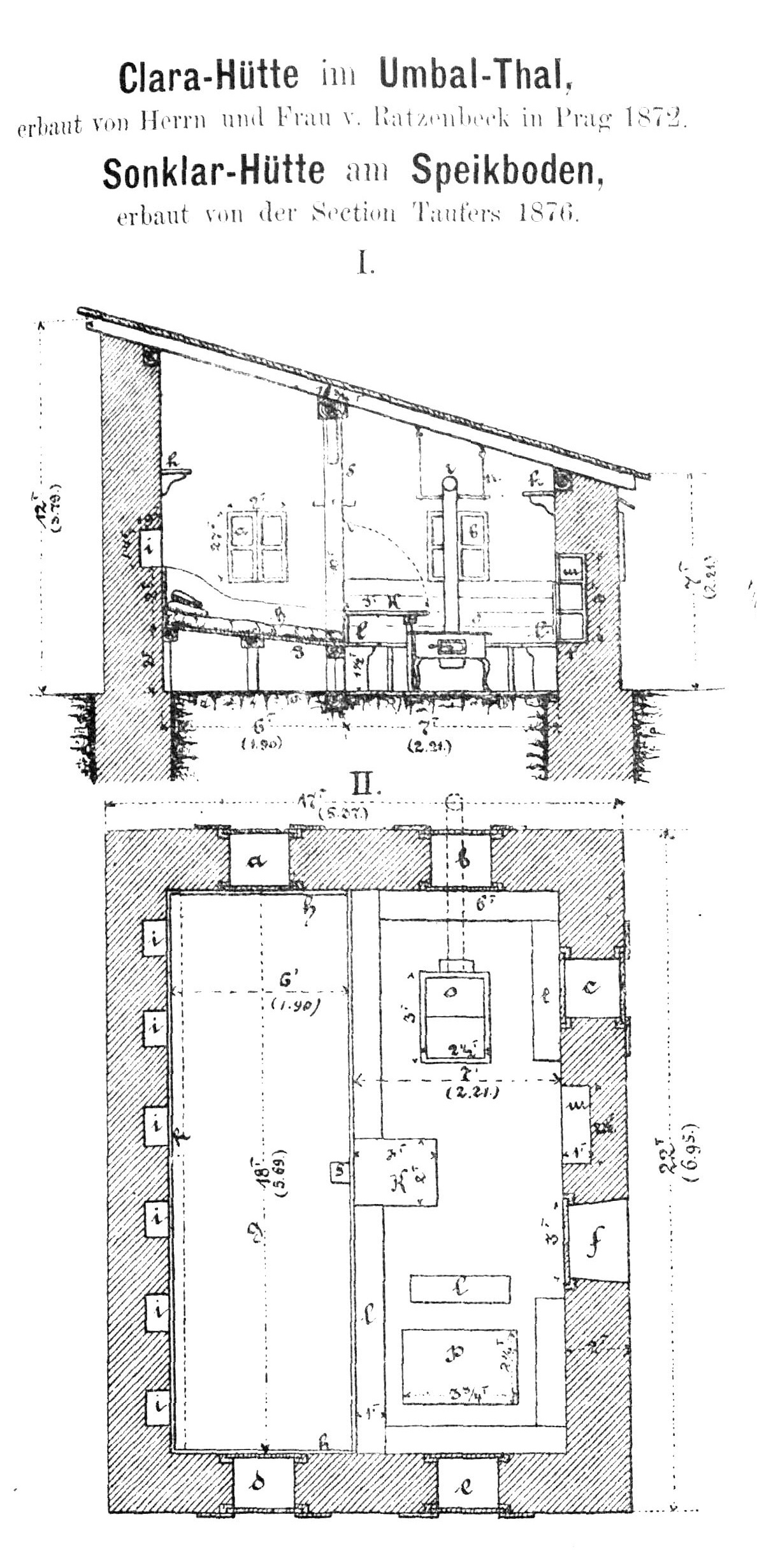
Entwurfszeichnung der Hütte von Johann Stüdl

Die Hütte wurde 1872 über Anregung des Sektionsvorstandes Johann Stüdl von der damaligen Sektion Prag des DuOeAV erbaut. Sie ist damit die älteste Alpenhütte Osttirols. Benannt ist die Hütte nach Clara Edle von Ratzenbeck, deren Ehemann, Prokop, Großhändler in Prag, den ersten Bau finanzierte und nach seinem Tode die Hütte 1895 der Sektion schenkte. In den Jahren 1914, 1926 und 2012 kam es zu großen Lawinenschäden.
Nach dem Verbot des Deutschen Alpenvereins 1945 wurde die Hütte erst 1958 wieder eröffnet und von 1969 bis 1974 ausgebaut. Zwischen 2013 und 2015 wurde die Hütte für eine Million Euro komplett zu saniert und ein Erweiterungsbau mit mehreren Zweibett- und Dreibettzimmer errichtet. Zudem wurde wenige Meter neben der Hütte ein von der Isel angetriebenes Wasserrad errichtet, das zusammen mit einer Photovoltaik-Solaranlage den Strombedarf der Hütte deckt.

## Wege

### Gipfelbesteigungen
Unweit des Umbalsees und umgeben von mehreren Dreitausendern ist die Hütte beliebter Ausgangspunkt von Gletscherbegehungen und anspruchsvollen Bergtouren:
- Rötspitze 3495 m ü. A.
- Dreiherrnspitze 3499 m
- Daberspitze (Hohe Saile) 3402 m
- Malhamspitzen 3373 m
- Quirl 3251 m
- Simonyspitzen 3488 m
- Hohes Kreuz 3156 m
- Ahrner Kopf 3051 m
- Gletscherweg Umbalkees
- Alpenkönigroute

### Übergang zu anderen Hütten
- über das Dabertal zur Neuen Reichenberger Hütte (2586 m) in 3,5 h
- über das Reggentörl 3047 m und Gletscher zur Essener-Rostocker Hütte (2208 m) in 7,5 h
- über die Berger Route (Alpenkönigroute) zur Essener-Rostocker Hütte (2208 m) in 7 h
- über die Kleine-Philipp-Reuter-Hütte (Gehzeit: 2,25 h) und das Vordere Umbaltörl (2925 m) zur Lenkjöchlhütte (2609 m) in 4,5 h